# Edmon Honda
Edmon Honda (エドモンド 本田), được biết đến nhiều hơn với tên E. Honda, là một nhân vật trong loạt trò chơi đối kháng Street Fighter. Thiết kế bởi Yasuda Akira và xuất hiện lần đầu trong Street Fighter II, E. Honda là một đấu sĩ sumo người Nhật Bản.

## Thiết kế
Theo Yasuda Akira, E. Honda ban đầu được đặt tên là "Sumo". Cùng với Zangief, nhân vật này là một trong những nhân vật đô con nhất trong trò chơi. E. Honda chỉ mặc một chiếc mawashi mà các đô vật sumo hay mặc khi thi đấu. Nhân vật này được thiết kế là một nhân vật mạnh mẽ nhưng di chuyển chậm chạp.

## Xuất hiện
Edmon Honda xuất hiện lần đầu trong Street Fighter II và tái xuất trong loạt Street Fighter Zero, loạt Capcom vs. SNK và Street Fighter IV.

## Đón nhận
IGN xếp E. Honda thứ 14 trong "top 25 nhân vật Street Fighter". GameDaily xếp ông ở vị trí 11 trong "top 20 nhân vật Street Fighter của mọi thời đại".